# Marcus Horn
Marcus Horn (* 9. April 1968 in Jena) ist ein deutscher Schlagzeuger und Musikpädagoge. 

## Leben
Horn wuchs als Sohn des Mathematikers Manfred Horn und der Ärztin Ursula Horn in Jena auf. Nach musikalischer Früherziehung im Knabenchor der Jenaer Philharmonie bekam er mit 16 Jahren ersten Schlagzeugunterricht. Da er sich weigerte, am Wehrunterricht der DDR teilzunehmen, wurde er trotz guter Schulleistungen nicht zum Abitur zugelassen. So machte er zunächst eine Ausbildung als Krankenpfleger und stellte 1988 einen Ausreiseantrag, der jedoch erst 1989, nachdem die innerdeutsche Grenze sich ohnehin bereits geöffnet hatte, genehmigt wurde.
Nach seinem Umzug nach Niedersachsen arbeitete er zunächst noch als Krankenpfleger und spielte in diversen Rockbands. Seine musikalische Ausbildung setzte er an privaten Musikschulen wie der Frankfurter Musikwerkstatt und der Jazz- und Rockschule Freiburg fort. 1995–1997 studierte er im Studiengang Jazz/Pop an der Hochschule für Musik Franz Liszt Weimar und entdeckte den Jazz als „musikalische Liebe seines Lebens“. 1998–1999 setzte er das Jazzstudium am Leeds College of Music in Großbritannien fort und ergänzte es durch Masterclasses und Unterricht bei Peter Erskine, Chester Thompson, Joe Porcaro, Bill Bruford, Holger Nell und anderen.
Es folgten Konzerte und weltweite Tourneen sowie Theater-, Rundfunk und Fernsehproduktionen mit Künstlern verschiedener Musikrichtungen wie Pe Werner, Luis Bonilla, Ester Ambrosino, Mike Walker, Laura Simó, Pe Werner, Chantz Powell, Sherry Williams, Werner Neumann, Ack van Royen, Matthias Bätzel, Fabian Fernández u. a.
1999 gründete er in Erfurt die MusicArtSchool, eine Schule für Rock/Pop/Jazz. Es ist die erste private Musikschule in Thüringen, die sich auf die Nachwuchsförderung im Populärmusikbereich spezialisiert hat. Das Unterrichtskonzept beinhaltet neben dem individuellen Einzelunterricht am Instrument auch gemeinsamen Theorieunterricht und das Zusammenspiel der Schüler in Gruppen (Bandtraining). Zudem gab er Workshops für Schlagzeug im In- und Ausland.
Horn studierte ab 2016 Musiktherapie an der Akademie für angewandte Musiktherapie Crossen. Er arbeitet Teilzeit im Katholischen Krankenhaus Erfurt in den Kliniken für Psychiatrie und Psychosomatik.
An der Universität Erfurt hat Horn einen Lehrauftrag für Schlagzeug, Percussion und Ensemble inne. 
Marcus Horn organisierte zum wiederholten Mal den Internationalen Jazzworkshop Erfurt. Er ist Initiator des Schlagzeugfestival Erfurt und des TAMBORIN inklusive Drumfestival 2024. 

## Aufnahmen
- Boogie Kings „LIVE“
- Agua  „Agua“
- WalkinTrio „Christmas Songs“
- The AMUMS „Amums Train Boogie“
- Alexander Blume „Break“
- L.A. PROJECT 2023
- Marcus Horn Quartet „Jocel Blue“
- Tom Nokling Quartet „But not for me“
- mehrere Aufnahmen mit der Nerly Bigband
- HEIMAT TRIO “Thuringia in Jazz”
- Marcus Horn „Erfurt“
- Marcus Horn | Sammy Lukas „Chicken Session“
- Marcus Horn l Sammy Lukas “Standard Drive”

## Zitat
„Ich versuche jedes Mal zu spielen als wenn es das letzte Mal wäre. Ich glaube, wenn das nicht mehr funktioniert, suche ich mir was anderes!“